# Codi ATC C09
El  codi ATC C09, descrit com Agents que actuen sobre el sistema renina-angiotensina, és una subgrup terapèutic de l'Anatomical, Therapeutic, Chemical Classification System (ATC). La classificació ATC és un sistema de codis alfanumèric desenvolupat per l'Organització Mundial de la Salut (OMS) per als fàrmacs i altres productes sanitaris. El subgrup C09 és part del grup anatòmic C Sistema cardiovascular.

Els codis per a ús veterinari (codis ATCvet) poden han estat creats afegint la lletra Q davant dels codis ATC humans: QC09... 
Les adaptacions estatals de la classificació ATC poden incloure codis addicionals no presents en aquesta llista, que segueix la versió de l'OMS.

## C09AInhibidors de l'ECA, monofàrmacs
C09A A Inhibidors de l'ECA, monofàrmacs
C09B Inhibidors de l'ECA, combinacions
C09B A Inhibidors de l'ECA i diürètics
C09B B Inhibidors de l'ECA i blocadors dels canals de calci

## C09CAntagonistes d'angiotensina II, monofàrmacs
C09C A Antagonistes d'angiotensina II, monofàrmacs

## C09D Antagonistes d'angiotensina II, combinacions
C09D A Antagonistes d'angiotensina II i diürètics

## C09X Altres agents que actuen sobre el sistema renina-angiotensina
C09X A Inhibidors de la renina